# Andropolia theodori
Andropolia theodori är en fjärilsart som beskrevs av Augustus Radcliffe Grote 1878. Andropolia theodori ingår i släktet Andropolia och familjen nattflyn. Inga underarter finns listade i Catalogue of Life.